# Moso
Moos (olaszul: Moso) településrész (frazione) az észak-olaszországi Dolomitokban, Dél-Tirol (Trentino-Alto Adige) autonóm régióban, Bolzano megyében, a Sexteni-Dolomitok (Dolomiti di Sesto) és a Karni-Alpok között futó Sexteni-völgyben, az SS 52 sz. főútvonal mentén, a Kreuzberg-hágó (Passo di Monte Croce di Comelico) nyugati lejtőjén, a Fischlein-völgy bejáratában. Sexten (Sesto) község része. Az első világháborúban szinte teljesen elpusztult. Ma idegenforgalmi központ, télen síelők, nyáron hegyi túrázók kiindulási pontja.

## Fekvése
Moos a Sexteni-völgyben fekszik, Sexten községtől 2 km-re délkeletre, a Sexteni-patak mentén. Neve a völgyet egykor domináló mocsárvidékre (németül: Moos) utal. Maga Moos központ az SS52-es főúton fekszik, tőle délkeletre, a Fischlein-völgy bejáratánál Waldheim településrész, és délebbre, a Sextener Rotwand lábánál Bad Moos településrész fekszik. Az SS52-es főút a Puster-völgyi Innichentől Sextenen és Kreuzberg-hágón át Venetói Comelico-vidékre, majd a Piave völgyébe vezet.
A Sexteni-völgy északkeleti oldalát a Karni-Alpok képezi, ennek gerincén fut a jelenlegi osztrák–olasz államhatár. A hegycsoport legnyugatibb csúcsa a 2434 m magas Helm (Monte Elmo). A völgy délnyugati oldalát a Sexteni-Dolomitok vonulata határolja. Itt van a „sexteni napóra”, egy 5 hegycsúcsból álló együttes, amely a nap állása alapján mutatja az időt (Sextenből nézve). Moostól délre a 2965 m magas Sextener Rotwand (Croda Rossa di Sesto) emelkedik, ezt Zehnernek („tízesnek”) is hívják, mögötte a 3092 m magas Elferkofel (Cima Undici), a „tizenegyes”.
Moos déli szélén nyílik a Fischlein-völgy (Valle Fiscalina), az itteni Fischleinboden-turistaháztól nagy hegyi túrákat lehet indítani a Drei Zinnen vidékére, a Kreuzberg-hágót uraló 3046 méteres Monte Popera irányában, sőt tovább délnek, a Cadini hegycsoport felé, akár az Ansiei-völgybe is ki lehet jutni. (Itt halad az 5. sz. Dolomiti magashegyi túraút (Höhenweg / alta via). A Fischlein-völgy déli végét a „tizenkettes” csúcs, a 3094 méteres Zwölferkofel (Croda dei Toni) zárja le.
Moostól nyugatra a láthatárt a 3145 m magas Dreischusterspitze zárja le, amely tovább nyugat felé már a Drei Zinnen platójára néz le.

## Az első világháborúban
1866 óta a Moostól 5 km-re fekvő Kreuzberg-hágó képezte az osztrák–olasz államhatárt, amely 1915 május 23-tól (Olaszország hadba lépésétől) közvetlen frontvonallá vált. A Kreuzberg-hágó és a Fischlein-völgy felől betörni próbáló olasz haderő tüzérsége 1915–17 között rendszeresen lőtte Sexten és Moos katonai létesítményeit. A Waldheim közelében álló Heideck erődöt (Werk Heideck) rommá lőtték. A civil lakosságot elköltöztették, a helység házai a tüzérségi tűzben elpusztultak. Az osztrák–magyar védelem kitartott, az 1917-es caporettói áttörés után az olasz csapatokat kivonták a Dolomitokból.
1919-ben a saint-germaini békeszerződés értelmében Moos, egész Dél-Tirollal együtt) Olaszországhoz került.

## Infrastruktúra, sport
Az 1900-as évekig Moos szinte kizárólag parasztházakból állt, ezek a világháborúban elpusztultak. Az 1980-as évekre Moos modern turistaközponttá vált, lakóinak zöme idegenforgalomból él. A kis Moos helység egy német nyelvű óvodát és egy helyi tűzoltó-állomást tart fenn. A helységben számos szálloda, panzió, vendéglátóhely üzemel.
A környező sípályák a Dolomiti Superski regionális síszövetség Sexten-Alta Pusteria zónájához tartoznak. Sífelvonó működik Waldheim településrészben, amely észak felé a Karni-Alpokhoz tartozó Helm hegycsúcsra visz (innen a Puster-völgyi Vierschach községbe is le lehet csúszni). Bad Moosból egy másik felvonó visz a délen emelkedő Sextener Rotwand lejtőire, végül a településtől keletre, a Kreuzberg-hágóban található a Marc Girardelli osztrák síbajnokról elnevezett síterep. A völgyben kiépített sífutópálya halad. Waldheimben működik egy fedett sportkomplexum, ahol mászófal is van.

## Látnivalók
- Szent József-templom, Moos központjában, a sexteni Szent Péter és Szent Pál-plébániatemplom „leány”-intézménye. Írott dokumentumban először 1679-ben említették. Szent Jakabnak és Szent Mártonnak szentelték. Az 1925-ös újjáépítés során Clemens Holzmeister harangtornyot épített hozzá.[2]
- Szent Bálint-kápolna (Valentinskapelle) Bad Moos-ban (1925-ben építette Valentin Wassermann, 1980-ban restaurálták).[2]

## Képgaléria

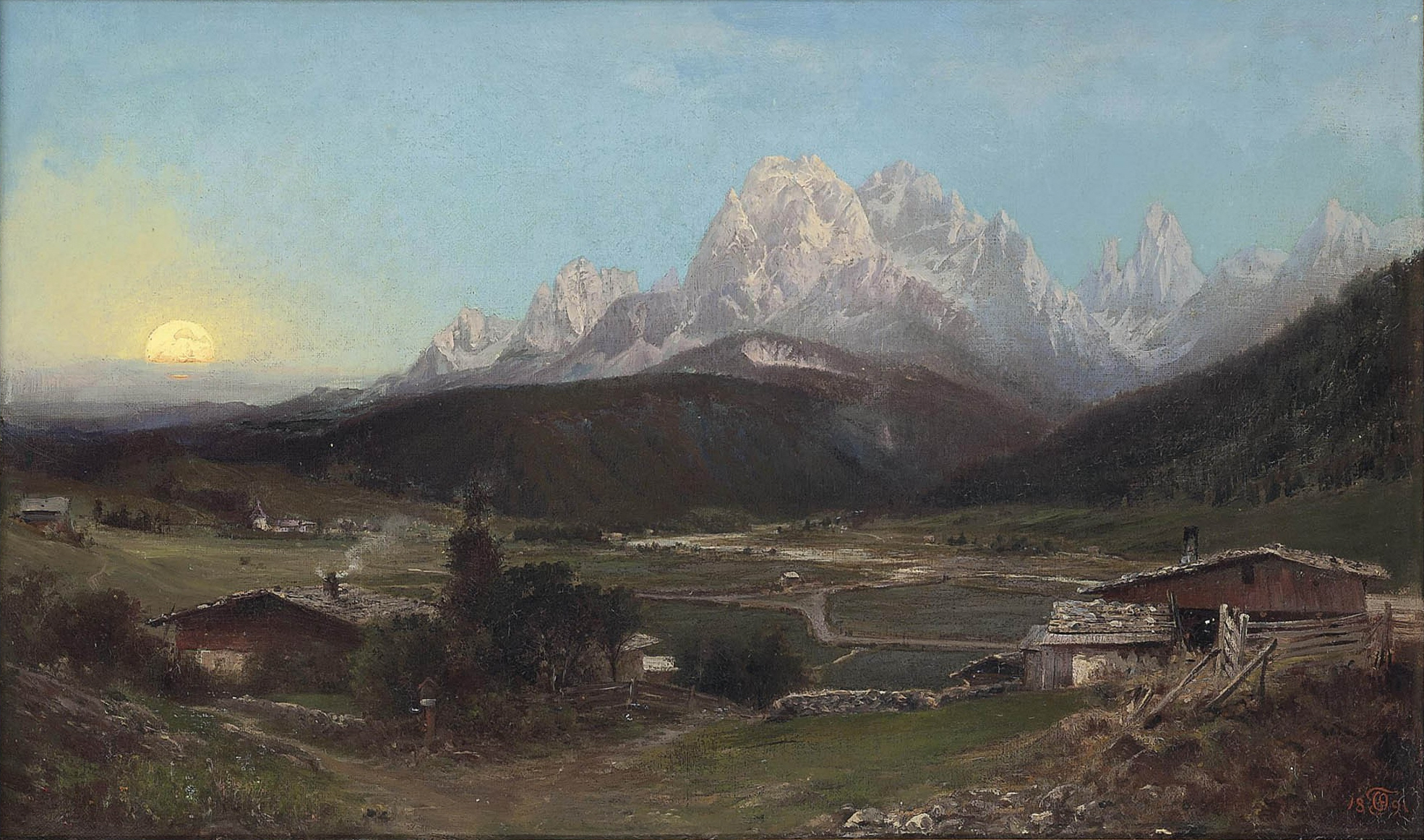
Sexten és Moos látképe (1891)
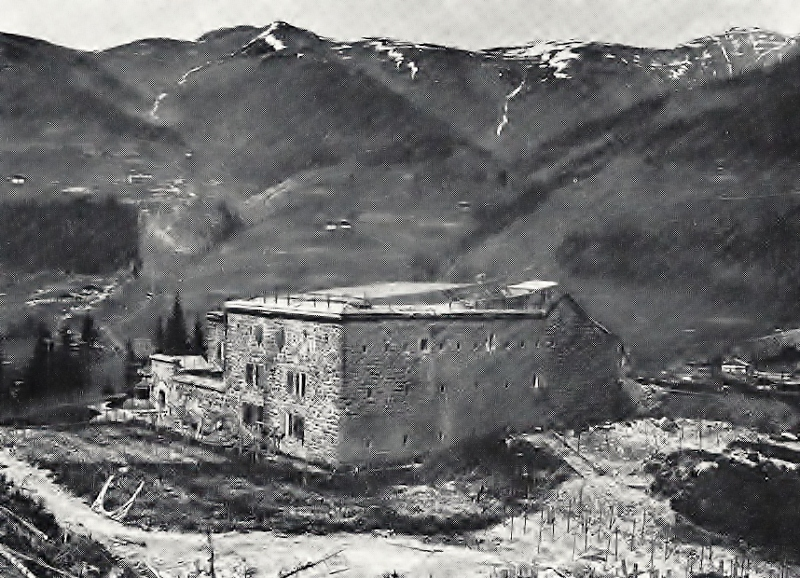
A Heideck erőd 1915 előtt.
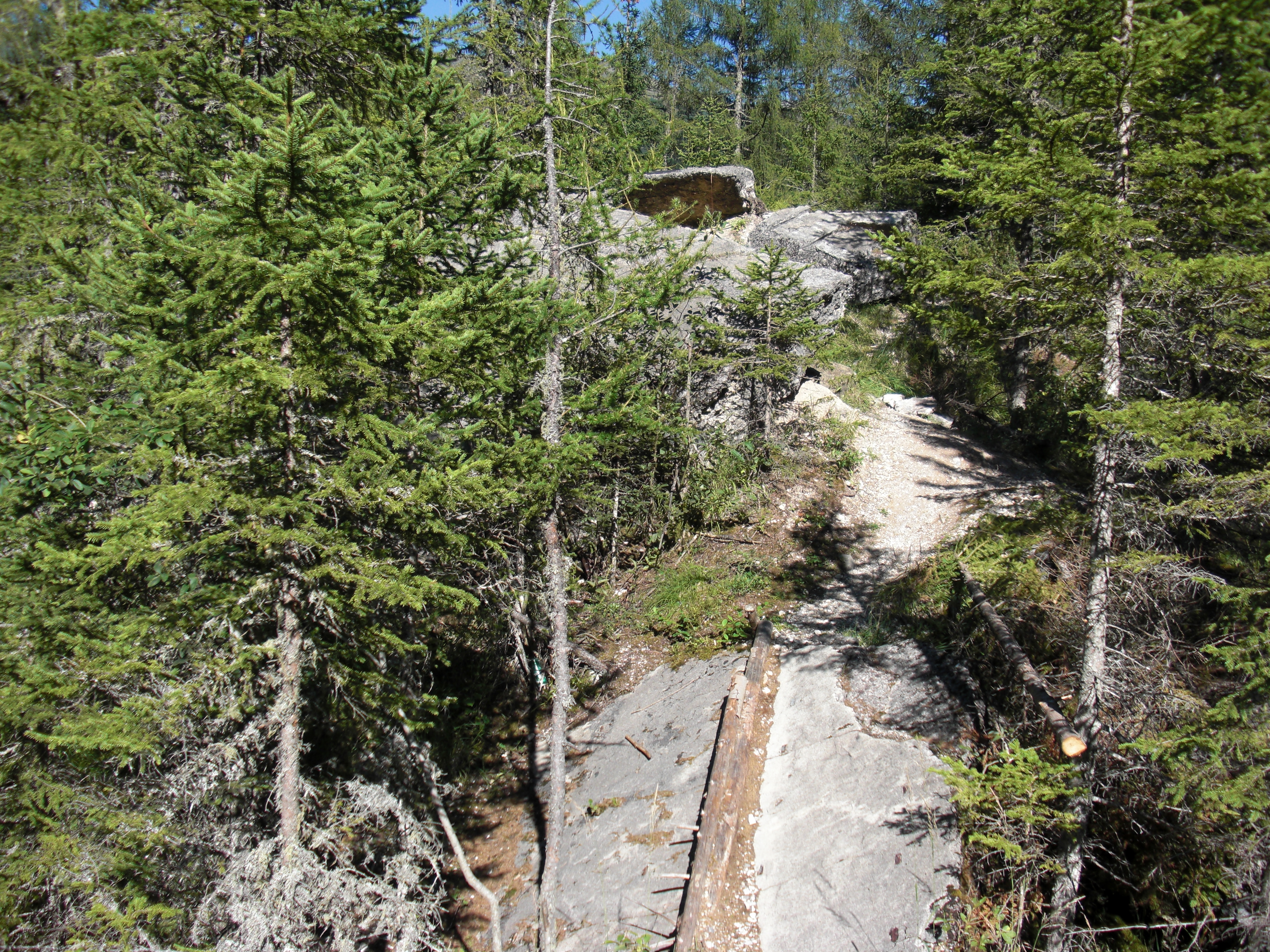
A Heideck erőd romjai.
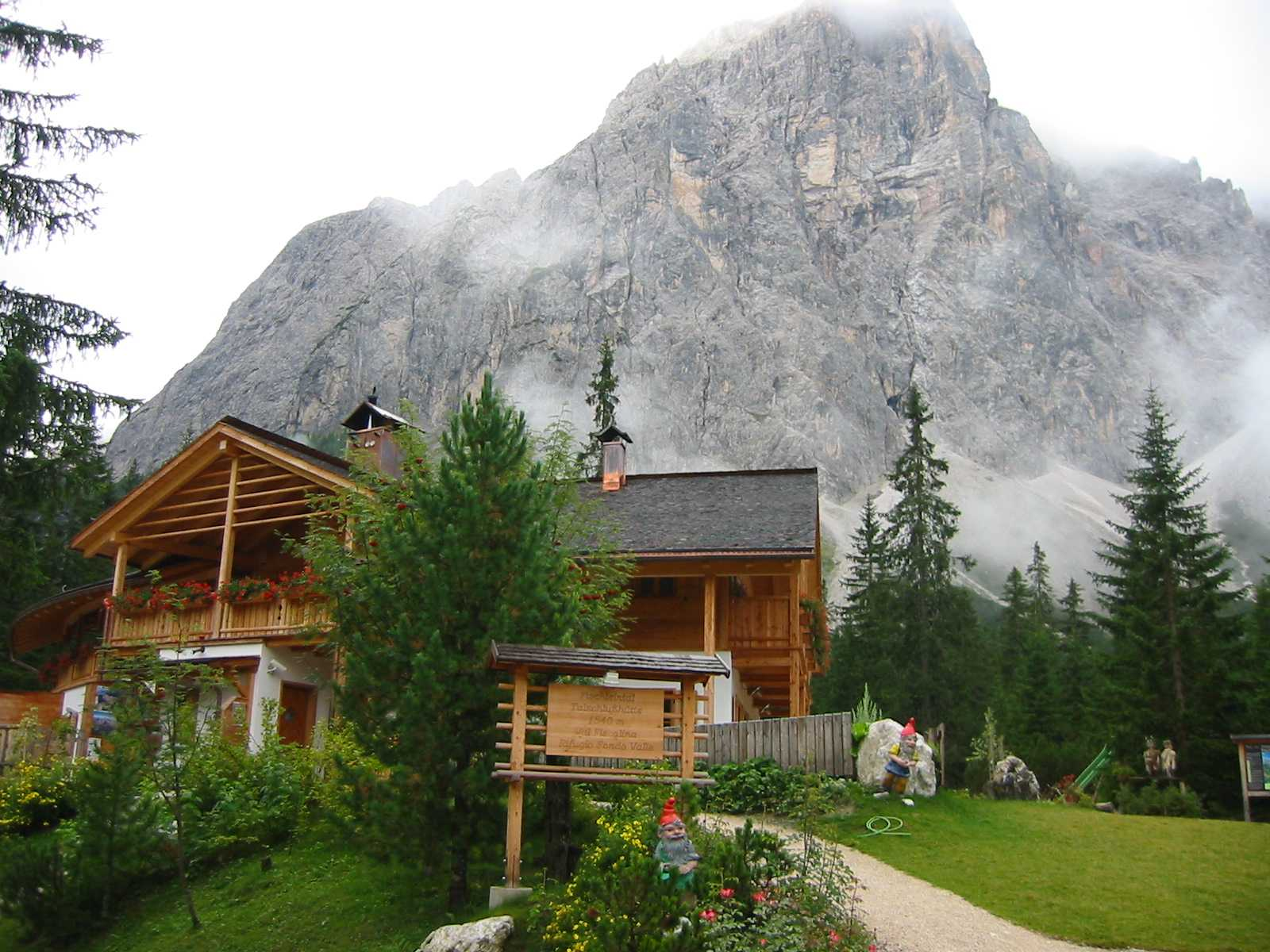
A Talschluss (Fondovalle) turistaház a Fischlein-völgyben
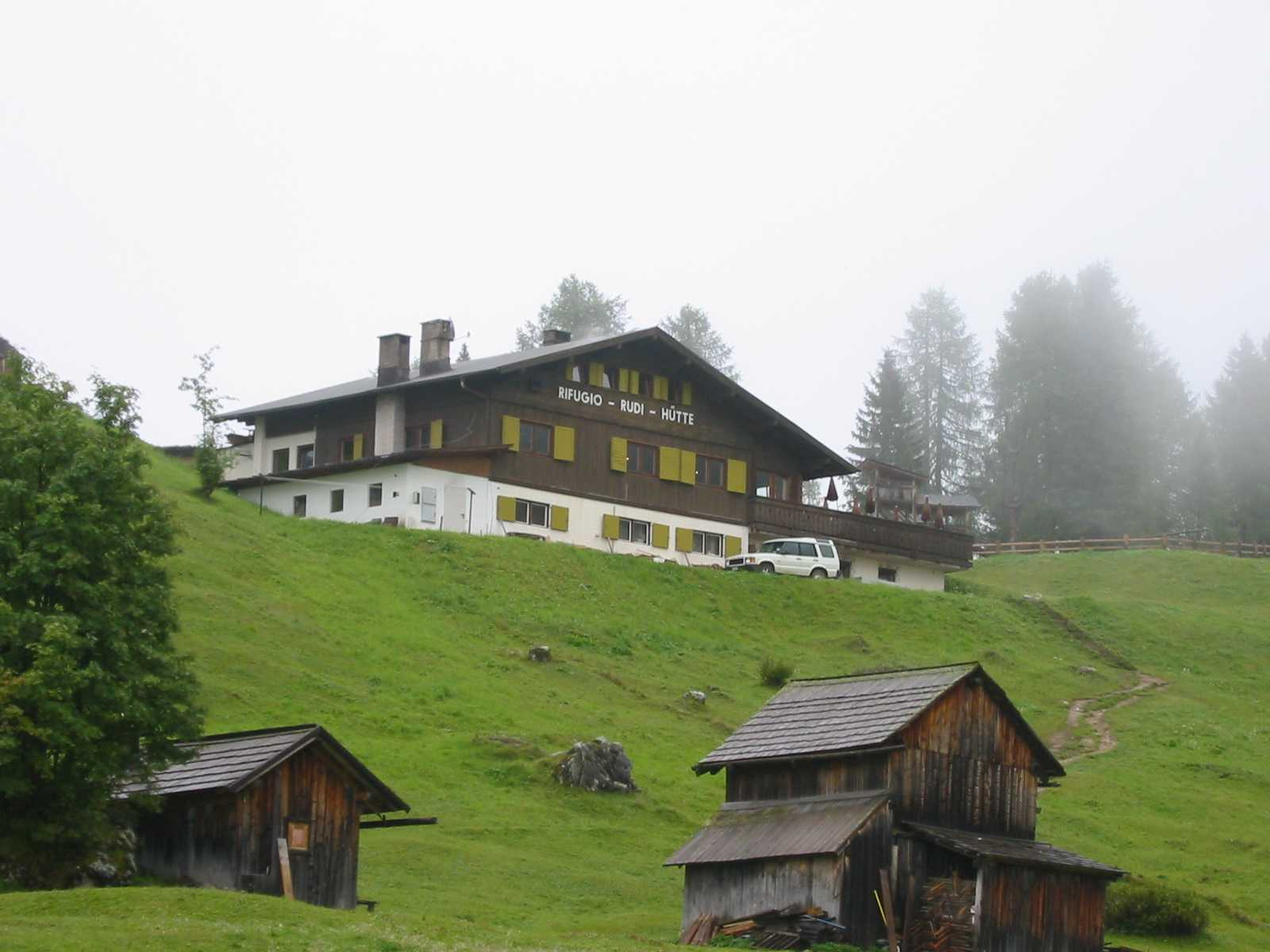
A Rudi-turistaház a Sextener Rotwand lejtőjén (Rotwandwiese)